# Валові витрати
Валові витрати — застарілий термін податкового законодавства України (а саме Закону України «Про оподаткування прибутку підприємств» 334/94-ВР), використовувався для розрахунку бази оподаткування податку на прибуток підприємств. На даний момент[відколи?] не використовується.
В чинному ПКУ для розрахунку бази оподаткування податку на прибуток підприємств найбільше використовуються фінансовий результат до оподаткування, визначений у фінансовій звітності підприємства відповідно до національних положень (стандартів) бухгалтерського обліку або міжнародних стандартів фінансової звітності та різниці, які виникають відповідно до положень ПКУ.